# جون بيترز (صحفي)
جون بيترز (بالإنجليزية: John Peters)‏ هو صحفي أمريكي، ولد في 10 فبراير 1951 في بوسطن في الولايات المتحدة.

## وصلات خارجية
- جون بيترز على موقع الاتحاد الدولي للشطرنج (الإنجليزية)
- جون بيترز على موقع مباريات الشطرنج (الإنجليزية)
- جون بيترز على موقع Chesstempo.com (الإنجليزية)
- جون بيترز على موقع الاتحاد الأمريكي للشطرنج (الإنجليزية)